# Clevea andina
Clevea andina là một loài rêu trong họ Cleveaceae. Loài này được Spruce mô tả khoa học đầu tiên năm 1885.